# Gonçalo Paciência
Gonçalo Mendes Paciência, mais conhecido por Gonçalo Paciência (Porto, 1 de agosto de 1994), é um jogador de futebol que atua como centroavante. Atualmente, atua pelo Sport Recife.

## Carreira

### Porto
Nascido no Porto, filho do jogador e treinador Domingos Paciência, Gonçalo chegou às camadas jovens do FC Porto apenas com oito anos. Ele estreou-se profissionalmente a 12 de janeiro de 2014, atuando no onze da equipa B que ganhou em casa ao Portimonense por 2–0, para a Segunda Liga. Ele marcou os seus primeiros golos na competição no dia 22 de março, ajudando num empate por 2–2 fora contra o Feirense.
Paciência estreou-se pela equipa principal dos dragões a 21 de janeiro de 2015, para a Taça da Liga, contra o Braga, tendo marcado o primeiro golo na competição na semana seguinte, numa vitória de 4–1 em casa sobre a Académica de Coimbra.

### Empréstimos
Após passagem curta pelo Porto, Gonçalo foi cedido a quatro empréstimos ao longo das épocas seguintes. Inicialmente direcionou-se ao Académica de Coimbra, onde marcou quatro gols em 30 partidas. Posteriormente, esteve em contrato com o Olympiacos FC, mas fizera somente um jogo por conta de um problema de saúde e rescindiu o seu contrato na Grécia em dezembro de 2016.
Posteriormente, tivera uma modesta passagem de 15 jogos pelo Rio Ave até obter destaque nos gramados pelo Vitória de Setúbal. Pelo clube, Gonçalo foi peça fundamental na campanha que levou a equipe à final da Taça da Liga de 2017–18 contra o Sporting. Paciência chegou a fazer um gol na decisão, mas o time de Jorge Jesus superou o time adversário nas penalidades e comemoraram o troféu nacional.

### Eintracht Frankfurt

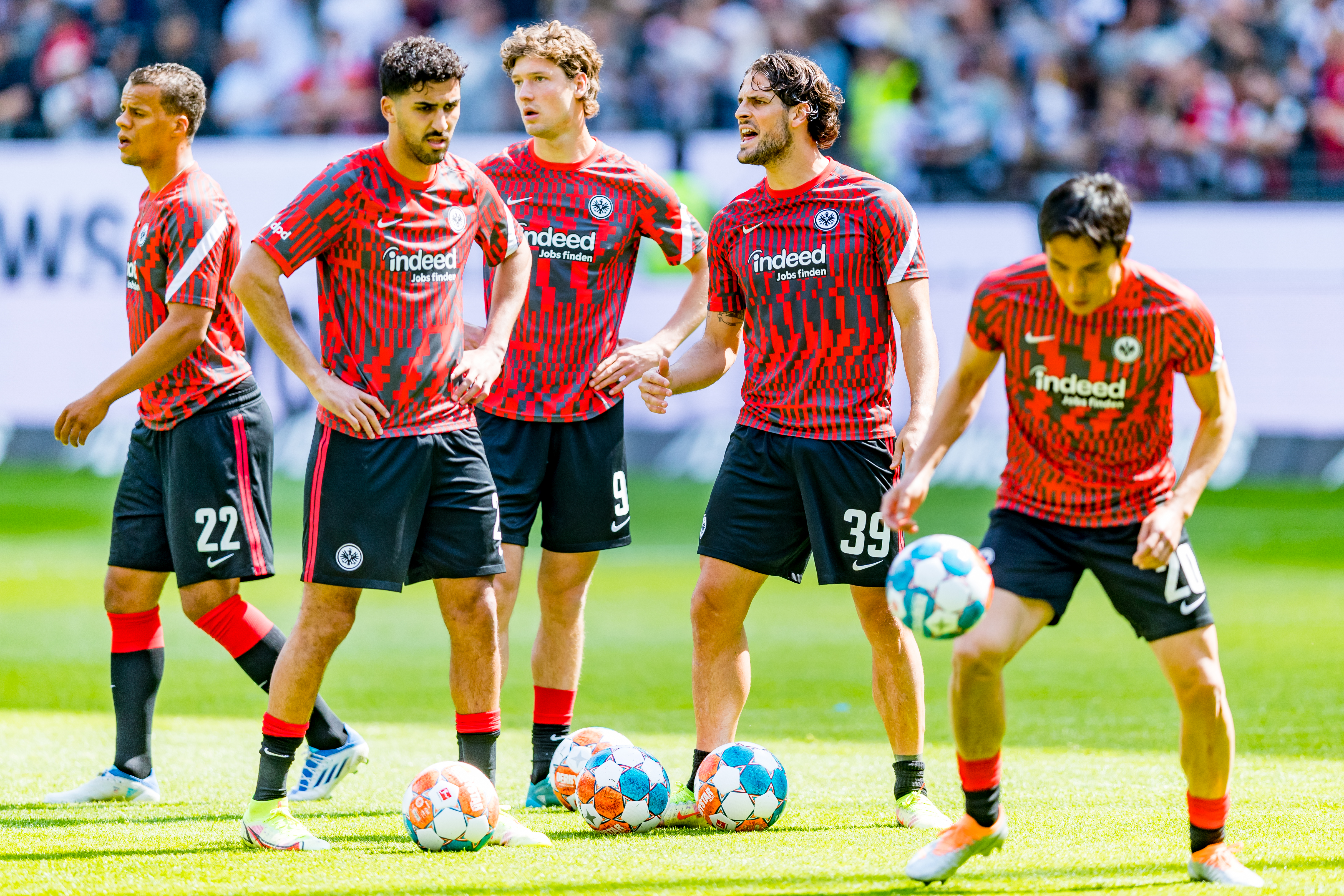
Paciência (39) aquecendo com o elenco do Frankfurt.

Depois de fazer 11 gols em 25 partidas pelo Vitória, Gonçalo saiu de Portugal mais uma vez na carreira, dessa vez em definitivo, para assinar com o Eintracht Frankfurt, da Alemanha.
Em sua estreia, na eliminação da Copa da Alemanha, Paciência marcou um gol com apenas sete minutos em campo. Posteriormente, Gonçalo lesionou-se no treino do Frankfurt em setembro e perdeu muitas partidas da temporada.
Ao retornar, em fevereiro de 2019, conseguiu ter rápido destaque e marcou dois gols na Bundesliga de 2018–19 com apenas quatro partidas. No fim, conseguiu fazer o terceiro tento em 11 jogos disputados no Campeonato.

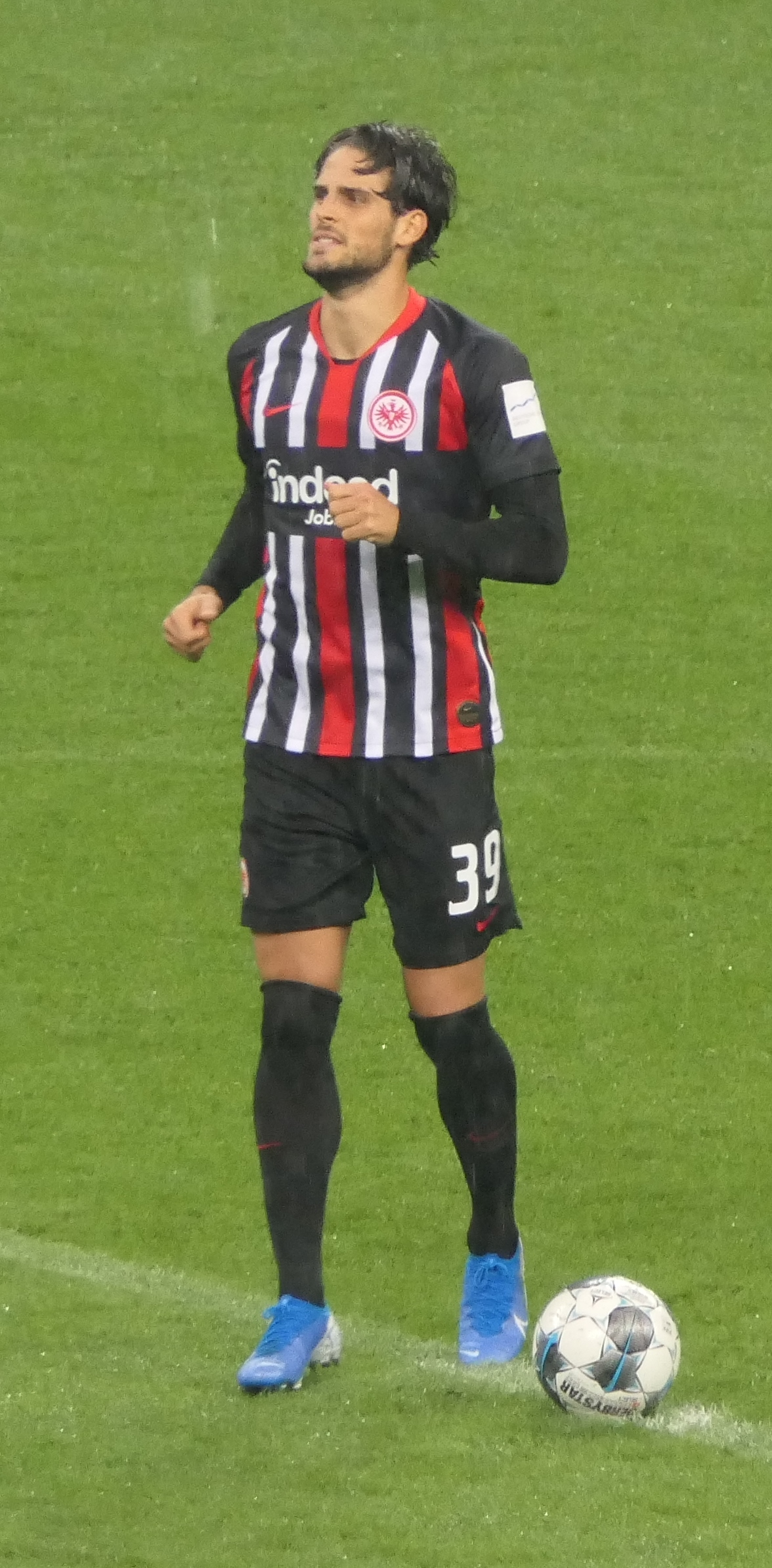
Paciência em 2019.

Ele também esteve em campo na campanha semifinalista do clube na Liga Europa da UEFA de 2018–19. Lá, fez somente um gol contra o Benfica nas quartas de final e viu o clube ser eliminado pelo Chelsea na fase seguinte em uma disputa por pênaltis. Na ocasião, Gonçalo entrou faltando apenas dois minutos para o apito final e Kepa Arrizabalaga defendeu a sua cobrança.
Paciência permaneceu na equipe e tivera um grande início de temporada na Bundesliga de 2019–20. Nas primeiras 10 partidas, o português chegou a marca de seis gols e também contribuía ativamente para que o clube ganhasse vaga à Fase de Grupos da Liga Europa através dos play-offs – onde fizera mais dois tentos.
Ao lngo da época, Paciência destacou-se a fazer um doblete contra o Bayer Leverkusen e um tento na goleada por 5 a 1 contra o Bayern de Munique. O atacante vinha sendo uma peça muito utilizada no elenco alemão, sendo 70% dos seus tentos vindos do Campeonato Alemão, mas sofreu uma lesão muscular pouco após a Liga anunciar o retorno aos gramados após a pausa causada pela Pandemia de COVID-19 na Alemanha, e só atuou na rodada de encerramento da Bundesliga.
Paciência não fizera gols na Liga Europa, onde o time foi eliminado nas oitavas pelo FC Basel, e Copa da Alemanha, onde o clube foi eliminado na semifinal, sem Gonçalo em campo, pelo Bayern. Apesar disso, conseguiu concluir sua época com 10 gols em 43 partidas.
Posteriormente, Gonçalo viu seu compatriota André Silva ser contratado pelo clube em setembro de 2020. Assim, perdendo espaço na equipe, decidiu sair da equipe por empréstimo já na época seguinte.

### Schalke 04 (empréstimo)
Em seu curto período no FC Schalke 04, Paciência tivera um bom início. Nas quatro primeiras rodadas de Bundesliga contribuiu com uma assistência diante o Werder Bremen e um gol contra o Union Berlin. Mas deixou de participar de tentos até sofrer uma lesão no joelho em novembro de 2020. Ele só retornou no quarto mês de 2021 e participara de somente mais uma bola na rede: quando deu mais uma assistência na penúltima rodada contra o Frankfurt.

### Eintracht Frankfurt (retorno)

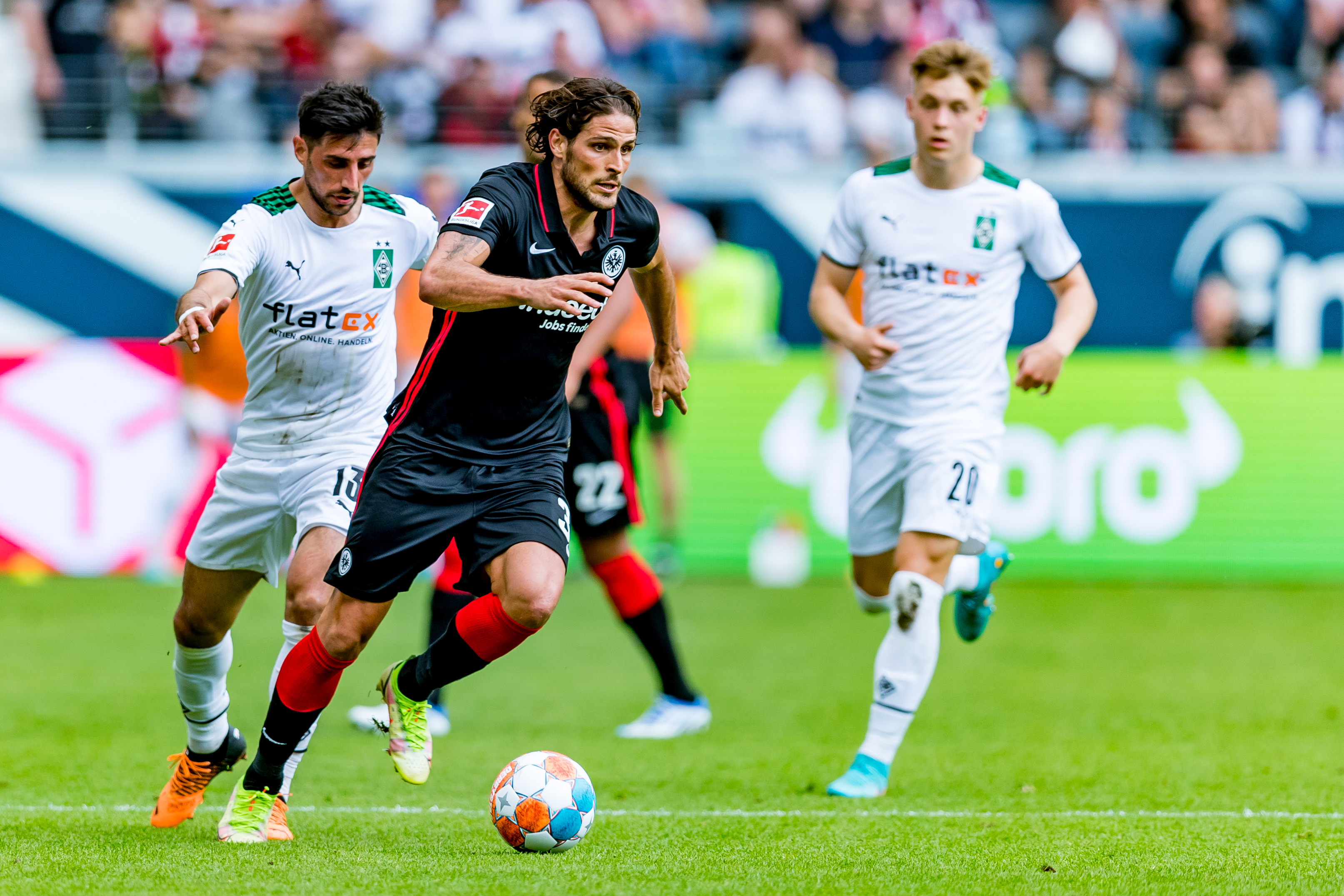
Paciência em campo pelo Frankfurt.

Após apenas 16 jogos com um gol, Paciência voltou ao Frankfurt que tinha vendido André Silva ao RB Leipzig no início da temporada. Apesar de ter mais espaço, Gonçalo não conseguia fazer mais boas performances e foi frequentemente um suplente ao longo dos jogos. Além de não ser preferência do treinador, o português novamente foi acometido por lesões menores que o fizeram ter apenas 18 jogos e três bolas na rede na Bundesliga de 2021–22.
Ele também conseguiu fazer seis partidas pelo Frankfurt na Liga Europa da UEFA. Lá, fizera dois gols contra o Royal Antwerp FC em dois jogos contra os belgas na Fase de Grupos. Posteriormente, jogara menos partidas e viu a equipe eliminar seus adversários até concluir a Final com um título.

### Celta Vigo e Bochum
Após 20 gols em 86 partidas pelo clube alemão, Paciência viu o Celta de Vigo entrar em acordo com o Frankfurt para o clube espanhol assinar com o atacante por três temporadas. A passagem do lusitano na Espanha, no entanto, foi abaixo do esperado. Ele estreou marcando um gol contra o Espanyol na La Liga, mas logo passou a ser um atacante pouco efetivo no clube. Terminando sua primeira temporada com apenas três gols, a diretoria optou por emprestar o seu atleta de volta para Alemanha.
Ao assinar com o Bochum, Paciência tivera um desempenho similar. Ele marcou apenas três tentos – com destaque para seu gol de voleio contra o Hoffenheim – e viu a equipe ter que lutar pela premência na Bundesliga através dos play-offs de Rebaixamento. Lá, Gonçalo não marcou gols no tempo normal, mas acertou o gol em uma disputa por pênaltis e ajudou a equipe a garantir-se na Primeira Divisão após derrotarem o Fortuna Düsseldorf.
Assim que retornou à Espanha, ele e o clube entraram em um acordo e Paciência rescindiu o seu contrato com a equipe.

### Sanfrecce Hiroshima
Em setembro de 2024, pouco após ficar sem contrato, Gonçalo assinou com o Sanfrecce Hiroshima, para disputar a J-League de 2024. Todavia, lá tivera outra curta passagem. Com apenas 13 partidas e quatro gols marcados, o jogador deixou o Japão após um vice-campeonato nacional. Na época, o atacante tinha um forte interesse do Sport Club do Recife, comandado por seu compatriota Pepa, e rescindira o seu vínculo contratual com os japoneses.

### Sport Club do Recife
Após se acertar com o clube e rescindir o seu contrato com a equipe japonesa, Gonçalo foi anunciado oficialmente pelo Sport Club do Recife no dia 8 de janeiro de 2024. Seu vínculo iria até o fim da temporada.
Estreou pelo clube pernambucano em 22 de janeiro de 2025, na vitória de 2-1 contra o Ferroviário do Ceará. O jogador entrou no lugar de Gustavo Coutinho aos 71 minutos.

## Seleção de Portugal
Pela Seleção de Portugal jogou pelas equipes de base e disputou os Jogos Olímpicos de 2016 pela Seleção Olímpica e foi o melhor marcador desta com três golos.

## Vida pessoal
Domingos, o seu pai, também foi um futebolista na posição de ponta de lança, tendo jogado também vários anos no Porto.

## Títulos
Olympiacos
- Campeonato Grego de Futebol: 2016-17

Porto
- Campeonato Português: 2017–18

Eintracht Frankfurt
- Liga Europa da UEFA: 2021–22